# Mallerenga petita
La mallerenga petita o xinxarrella (Parus ater o Periparus ater) és la mallerenga més comuna dels indrets muntanyencs i és també la que mostra els colors menys vistosos i més apagats entre els representants de la seua família.

## Morfologia
L'aspecte general és el d'una mallerenga de cua curta i amb el cap desproporcionadament gros. És el pàrid que té les dimensions més reduïdes, ja que no passa els 11,5 cm de longitud i el seu pes oscil·la entre 8 i 14 g. L'ala plegada fa entre 5,7 i 6,4 cm. L'envergadura és de 17 a 21 cm.
El front i el cap són negres, lleugerament iridescents. La nuca és blanca, tret que la diferencia, a primer cop d'ull, de la mallerenga d'aigua, amb la qual coincideix en alguns indrets. Les galtes, que també mostren tons blanquinosos, són limitades pels flancs del coll, que es presenten negres i esdevenen un perllongament de la gola, petita i del mateix color. El mantell, gris blavós fosc, contrasta amb les parts inferiors, blanques. Els flancs exhibeixen tonalitats lleugerament groguenques. A les ales presenta dues franges blanques formades per les puntes de les plomes cobertes. La cua és grisa negrosa, lleugerament escotada. El bec és negre i les potes mostren tons grisos blavosos.
No existeix pràcticament dimorfisme sexual pel que fa a la coloració.
Es distingeix de la mallerenga carbonera per la taca blanca del clatell, perquè té les parts ventrals sense groc, perquè la taca negra de la gola arriba només fins al pit sense prolongar-se cap més avall en una "corbata", i per tenir dues franges blanques a les ales en comptes d'una.

## Ecologia
Habita normalment en els boscos de coníferes, àdhuc els d'alta muntanya, però no defuig els boscos mixtos. S'alimenta bàsicament d'insectes, de larves i d'ous, que extreu de les escletxes dels troncs. Complementa la seua dieta amb llavors i baies silvestres, sobretot a l'hivern i a la tardor. A l'hivern realitza moviments transhumants o erràtics, formant grups familiars o bé barrejant-se amb altres pàrids.
Els reclams són uns xiulets fins i característics. El cant és semblant al de la mallerenga carbonera (Parus major), però és més dolç i melodiós.
Té un batre d'ales ràpid i un vol aparentment feble. El seu caràcter mogut i nerviós fa que no estigui mai quieta, enfilant-se constantment als troncs i penjant-se acrobàticament als branquillons, mentre emet el seu típic reclam.
Nia en forats d'arbres, en murs, en talussos i, fins i tot, en forats situats a terra. Nidifica abundantment a les muntanyes, mentre que a les zones planes, fins i tot, pot faltar-hi. El niu, que té forma de copa, el construeix amb molses, amb plomissol, amb fibres i amb altres materials fins. Com la majoria dels pàrids, és molt prolífica i realitza dues postes anyals, que poden constar de nou ous cadascuna. Els ous són blancs, amb taques i ratlles brunes i vermelloses. Els polls, que són nidícoles, tenen la boca de color taronja rosat, vorejada de groc.